# Sportåret 1975

## Händelser

### Amerikansk fotboll
- Pittsburgh Steelers besegrar Minnesota Vikings med 16 – 6 i Super Bowl IX. (Final för 1974).

#### NFL:s slutspel för 1975

##### NFC (National Football Conference)
- Los Angeles Rams besegrar  Saint Louis Cardinals med 35 - 23
- Dallas Cowboys besegrar Minnesota Vikings med 17 - 14
  - Dallas Cowboys besegrar Los Angeles Rams med 37 - 7 i NFC-finalen

##### AFC (American Football Conference)
- Oakland Raiders besegrar Cincinnati Bengals med 31 - 28
- Pittsburgh Steelers besegrar Baltimore Colts med 28 – 10
  - Pittsburgh Steelers besegrar Oakland Raiders med 16 - 10 i AFC-finalen

### Bandy
- 2 februari -  Sovjet vinner världsmästerskapet i Finland före Sverige och Finland.[1]
- 9 mars - Katrineholms SK blir svenska dammästare genom att finalslå IK Göta med 8-2 på Backavallen i Katrineholm.[2]
- 16 mars - Ljusdals BK blir svenska herrmästare genom att finalslå Villa Lidköping BK med 8-4 på Söderstadion i Stockholm.[3][4]

### Baseboll
- 22 oktober - National League-mästarna Cincinnati Reds vinner World Series med 4-3 i matcher över American League-mästarna Boston Red Sox.[5]

### Basket
- 25 maj - Golden State Warriors vinner NBA-finalserien mot Washington Bullets.[6]
- 15 juni - Jugoslavien vinner herrarnas Europamästerskap i Belgrad före Sovjet och Italien.[7]
- 4 oktober - Sovjet blir damvärldsmästare i Cali före Japan och Tjeckoslovakien.[8]

### Boxning
- Muhammad Ali försvarar världsmästartiteln i tungviktsboxning genom att besegra Chuck Wepner.
- Muhammad Ali försvarar världsmästartiteln i tungviktsboxning genom att besegra Ron Lyle.
- Muhammad Ali försvarar världsmästartiteln i tungviktsboxning genom att besegra Joe Bugner.
- Muhammad Ali försvarar världsmästartiteln i tungviktsboxning genom att i en match i Manila, Filippinerna, besegra Joe Frazier.

### Cykel
- Hennie Kuiper, Nederländerna vinner landsvägsloppet vid VM
- Fausto Bertoglio, Italien vinner Giro d'Italia
- Bernard Thévenet, Frankrike vinner Tour de France
- Augustin Tamamés, Spanien vinner Vuelta a España

### Fotboll
- 3 maj - West Ham United FC vinner FA-cupfinalen mot Fulham FC med 2-0 på Wembley Stadium.[9]
- 8 maj – Malmö FF vinner Svenska cupen genom att finalslå AIK med 1-0 i Malmö.[10]
- 14 maj - Dynamo Kiev vinner Europeiska cupvinnarcupen genom att besegra Ferencváros TC med 3–0 i finalen på Sankt Jakob-Stadion i Basel.[11]
- 21 maj - Borussia Mönchengladbach vinner UEFA-cupen genom att besegra FC Twente '65 i finalerna.[11]
- 28 maj - FC Bayern München försvarar sin titel i Europacupen för mästarlag, genom att besegra Leeds United AFC med 2–0 i finalen på Parc des Princes i Paris.[11]
- 27 juli - Danmark blir nordiska dammästare i Danmark före Sverige och Finland.[12]
- 6 oktober - Dynamo Kiev vinner UEFA Super Cup genom att besegra FC Bayern München i finalerna.[11]
- 28 oktober – Peru vinner Copa América genom att vinna avgörande finalen mot Colombia med 3-1 i Caracas.[13]
- Okänt datum – West Ham United FC vinner FA-cupen genom att i finalen besegra Fulham FC med 2-0.
- Okänt datum – Oleg Blokhin, Sovjetunionen, utses till Årets spelare i Europa.
- Okänt datum – Elías Figueroa, Chile, utses till Årets spelare i Sydamerika.
- Okänt datum – Ahmed Faras, Marocko, utses till Årets spelare i Afrika.

#### Ligasegrare / resp. lands mästare
- Belgien - RWD Molenbeek
- England - Derby County FC
- Frankrike - AS Saint Étienne
- Italien - Juventus FC
- Nederländerna – PSV Eindhoven
- Skottland - Rangers FC
- Spanien - Real Madrid CF
- Sverige - Malmö FF
- Västtyskland - Borussia Mönchengladbach

### Friidrott
- 31 december - Vikctor Mora, Colombia vinner herrklassen och Christa Vahlensieck, Västtyskland vinner damklassen vid Sylvesterloppet i São Paulo.[14]
- Bill Rodgers, Irland vinner herrklassen vid Boston Marathon.[15] medan Liane Winter, Västtyskland vinner damklassen.[16]

### Golf

#### Herrar
- The Masters vinns av Jack Nicklaus, USA
- US Open vinns av Lou Graham, USA
- British Open vinns av Tom Watson, USA
- PGA Championship vinns av Jack Nicklaus, USA
- Mest vunna vinstpengar på PGA-touren: Jack Nicklaus, USA med $298 149

##### Ryder Cup
- USA besegrar Storbritannien och Eire med 21 - 11

#### Damer
- US Womens Open – Sandra Palmer, USA
- LPGA Championship – Kathy Whitworth, USA
- Mest vunna vinstpengar på LPGA-touren: Sandra Palmer, USA med $94 805

### Handboll
- 13 december - Östtyskland blir damvärldsmästare före Sovjet och Ungern i Sovjet.[17]

### Ishockey
- 13 februari - På väg till en bortamatch mot Brynäs IF, havererar ett av de tre flygplanen med Västra Frölunda IF:s spelare. Alla överlever, men Kjell-Ronnie Pettersson, Lars-Erik Esbjörs, Svante Granholm och Leif Henriksson skadas.
- 16 mars - Svenska mästerskapet vinns av Leksands IF, som besegrar Brynäs IF med 2 matcher mot 1 i finalserien.[18]
- 3-19 april - Världsmästerskapet spelas i Västtyskland,  och Sovjet vinner guld för tredje året i rad före Tjeckoslovakien. Sverige tar återigen brons.[19]
- 27 maj - Stanley Cup vinns av Philadelphia Flyers, som besegrar Buffalo Sabres med 4 matcher mot 2 i slutspelet.[20]
- 5 oktober - I Sverige släpps de första puckarna i den nya Elitserien i spel.[21]

### Konståkning

#### VM
- Herrar – Sergej Volkov, Sovjetunionen
- Damer – Dianne de Leeuw, Nederländerna
- Paråkning – Irina Rodnina & Aleksandr Zaitsev, Sovjetunionen
- Isdans - Irina Moisejeva & Andrej Minenkov, Sovjetunionen

#### EM
- Herrar – Vladimir Kovaljev, Sovjetunionen
- Damer – Christine Errath, DDR
- Paråkning – Irina Rodnina & Aleksandr Zaitsev, Sovjetunionen
- Isdans - Ljudmila Pachomova & Aleksandr Gorsjkov, Sovjetunionen

### Motorsport

#### Formel 1
- 8 juni - Torsten Palm kör sitt enda F1-lopp i karriären vid Sveriges Grand Prix.
- 5 oktober - Världsmästare blir Niki Lauda, Österrike.

#### Rally
- Ove Andersson och Arne Hertz vinner Safarirallyt.

#### Sportvagnsracing
- Den italienska biltillverkaren Alfa Romeo vinner sportvagns-VM.
- Jacky Ickx och Derek Bell vinner Le Mans 24-timmars med en Mirage GR8.

### Orientering
- Juli -Vid en orienteringstävling i Sverige "råkar" arrangörerna förlägga en bana rakt förbi damernas uteduschar [22].

### Skidor, alpint

#### Herrar

##### Världscupen
- Totalsegrare: Piero Gros, Italien
- Slalom: Gustavo Thöni, Italien
- Storslalom: Piero Gros, Italien
- Störtlopp: Roland Collombin, Schweiz

##### SM
- - Slalom vinns av Ingemar Stenmark, Tärna IK Fjällvinden. Lagtävlingen vinns av Tärna IK Fjällvinden.
  - Storslalom vinns av Bobbo Nordenskiöld, Åre SLK. Lagtävlingen vinns av Tärna IK Fjällvinden.
  - Störtlopp vinns av Bobbo Nordenskiöld, Åre SLK. Lagtävlingen vinns av Åre SLK.

#### Damer

##### Världscupen
- Totalsegrare: Annemarie Moser-Pröll, Österrike
- Slalom: Christa Zechmeister, Västtyskland
- Storslalom: Hanni Wenzel, Liechtenstein
- Störtlopp: Annemarie Moser-Pröll, Österrike

##### SM
- - Slalom vinns av Lena Sollander, Östersund-Frösö SLK. Lagtävlingen vinns av Östersund-Frösö SLK.
  - Storslalom vinns av Pia Gustafsson, Gällivare SK. Lagtävlingen vinns av Östersund-Frösö SLK.
  - Störtlopp vinns av Karin Sundberg, Lycksele IF. Lagtävlingen vinns av Östersund-Frösö SLK.

### Skidor, längdåkning

#### Herrar

##### Världscupen
- 1 Ivar Formo, Norge
- 2 Juha Mieto, Finland
- 3 Edi Hauser, Schweuz

##### Övrigt
- 2 mars - Gert-Dietmar Klause, Östtyskland vinner Vasaloppet.[23]

##### SM
- - 15 km vinns av Thomas Magnuson, Delsbo IF. Lagtävlingen vinns av Edsbyns SK.
  - 30 km vinns av Sven Åke Lundbäck, Bergnäsets AIK. Lagtävlingen vinns av Hammerdals IF.
  - 50 km vinns av Thomas Magnusson, Delsbo IF. Lagtävlingen vinns av IFK Mora lag 1.
  - Stafett 3 x 10 km vinns av Skellefteå SK med laget Bo Eliasson, Jarl Svensson och Tommy Lundberg.

#### Damer

##### SM
- - 5 km vinns av Eva Ohlsson. Lagtävlingen vinns av Delsbo IF.
  - 10 km vinns av Görel Partapuoli. Lagtävlingen vinns av Delsbo IF.
  - Stafett 3 x 5 km vinns av Delsbo IF med laget  Margareta Hermansson, Eva Ohlsson och Gudrun Fröjdh .

### Skidorientering
- 26-28 februari - Världsmästerskapen avgörs i Hyvinge.[24]

### Skidskytte

#### VM

##### Herrar
- Sprint 10 km
  - 1 Nikolai Kruglov, Sovjetunionen
  - 2 Aleksandr Jelisarov, Sovjetunionen
  - 3 Klaus Siebert, DDR
- Distanslopp 20 km
  - 1 Heikki Ikola, Finland
  - 2 Nikolai Kruglov, Sovjetunionen
  - 3 Esko Saira, Finland
- Stafett 4 x 7,5 km
  - 1 Finland (Carl-Henrik Flöjt, Simo Halonen, Juhanni Suutarinen & Heikki Ikola)
  - 2 Sovjetunionen (Aleksandr Tichonov, Aleksandr Jelisarov, Aleksandr Usjakov &  Nikolaj Kruglov)
  - 3 Polen (Jan Szpunar, Andrzej Rapacz, Ludwik Zieba & Wojciech Truchan)

### Tennis

#### Herrar
- Tennisens Grand Slam:
  - Australiska öppna - John Newcombe, Australien
  - Franska öppna - Björn Borg, Sverige
  - Wimbledon - Arthur Ashe, USA
  - US Open - Manuel Orantes, Spanien
- 21 december - Davis Cup: Sverige finalbesegrar Tjeckoslovakien med 3-2 i Stockholm.[25]

#### Damer
- Tennisens Grand Slam:
  - Australiska öppna - Evonne Goolagong, Australien
  - Franska öppna - Chris Evert, USA
  - Wimbledon - Billie Jean King, USA
  - US Open - Chris Evert, USA
- 11 maj - Tjeckoslovakien vinner Federation Cup genom att finalbesegra Australien med 3-0 i Aix-en-Provence.[26]

### Volleyboll
- 25 oktober - I Belgrad avgörs Europamästerskapen i volleyboll för både herrar och damer. Sovjet vinner herrturneringen före Polen och Jugoslavien.[27], Sovjet vinner även damturneringen, före Ungern och Östtyskland.[28]

## Evenemang
- VM på cykel genomförs i Yvoir, Belgien
- VM i ishockey genomförs i München och Düsseldorf i  Västtyskland.
- VM i konståkning genomförs i Colorado Springs, USA
- VM i skidskytte genomförs i Anterselva – Antholz, Italien
- EM i konståkning genomförs i Köpenhamn, Danmark

## Födda
- 15 januari – Mary Pierce, fransk tennisspelare.
- 20 januari – Dick Tärnström, svensk ishockeyspelare.
- 25 januari – Tim Montgomery, amerikansk friidrottare.
- 30 januari – Magnus Bäckstedt, svensk cyklist.
- 6 februari – Simon Dahl, svensk beachvolleyspelare.
- 17 februari – Martin Rucinsky, tjeckisk ishockeyspelare.
- 22 februari – Mathias Franzén, svensk handbollsspelare.
- 26 februari – Per-Johan Axelsson, svensk ishockeyspelare.
- 2 mars – Noriyuki Haga, japansk roadracingförare.
- 9 mars – Roy Makaay, nederländsk fotbollsspelare.
- 14 mars – Dmitri Markov, vitrysk-australisk friidrottare.
- 17 mars – Hans Blomqvist, svensk fotbollsspelare.
- 18 mars – Kimmo Timonen, finländsk ishockeyspelare.
- 20 mars – Isolde Kostner, italiensk alpin skidåkare.
- 24 mars – Thomas Johansson, svensk tennisspelare.
- 28 mars – Iván Helguera, spansk fotbollsspelare.
- 4 april – Thobias Fredriksson, svensk längdåkare.
- 9 april – Robbie Fowler, engelsk fotbollsspelare (forward).
- 10 april – Malin Baryard-Johnsson, svensk ryttare.
- 27 april – Kazuyoshi Funaki, japansk backhoppare.
- 29 april – Eric Koston, amerikansk professionell skateboardåkare.
- 2 maj
  - Kalle Palander, finländsk alpin skidåkare.
  - David Beckham, brittisk fotbollsspelare.
- 9 maj – Jane Törnqvist, svensk fotbollsspelare.
- 18 maj – Tomas Zvirgzdauskas, litauisk fotbollsspelare.
- 20 maj – Ralph Firman, brittisk racerförare.
- 22 maj – Janne Niinimaa, finländsk ishockeyspelare.
- 12 juni – Maria José Rienda Contreras, spansk alpin skidåkare.
- 16 juni – Åsa Svensson, svensk tennisspelare.
- 30 juni – Ralf Schumacher, tysk racerförare.
- 5 juli
  - Hernán Crespo, argentinsk fotbollsspelare.
  - Ai Sugiyama, japansk tennisspelare.
- 7 juli – Olga Pyleva, rysk skidskytt.
- 13 juli – Andreas Lilja, svensk ishockeyspelare.
- 17 juli – Vincent Vittoz, fransk längdskidåkare.
- 27 juli
  - Ara Abrahamian, svensk brottare.
  - Alex Rodriguez, amerikansk basebollspelare.
- 1 augusti – Malin Moström, svensk fotbollsspelare.
- 6 augusti
  - Renate Götschl, österrikisk alpin skidåkare.
  - Giorgio Rocca, italiensk alpin skidåkare.
- 30 augusti – Marina Anissina, rysk-fransk konståkare.
- 20 september – Juan Pablo Montoya, colombiansk racerförare.
- 25 september – Daniela Ceccarelli, italiensk alpin skidåkare.
- 30 september – Laure Péquegnot, fransk alpin skidåkare.
- 12 oktober – Marion Jones, amerikansk friidrottare.
- 14 november – Gabriela Szabó, rumänsk friidrottare.
- 24 november – Kristina Koznick, amerikansk alpin skidåkare.
- 28 november – Jekaterina Dafovska, bulgarisk skidskytt.
- 29 november – Girts Ankipans, lettisk ishockeyspelare.
- 17 december – Pasi Nurminen, finländsk ishockeyspelare.
- 30 december – Tiger Woods, amerikansk professionell golfspelare.

## Avlidna
- 4 april – Sven Rydell, 70, svensk fotbollsspelare.
- 20 maj – Alfred Neveu, 84, schweizisk bobåkare.
- 24 maj – Marcel Vacherot, 94, fransk tennisspelare.
- 27 maj – Ezzard Charles, 53, amerikansk boxare.
- 30 maj – Steve Prefontaine, 24, amerikansk långdistanslöpare.
- 1 juni – Erich Cuntz, 58, tysk landhockeyspelare
- 8 juli – Lennart "Nacka" Skoglund, 45, svensk fotbollsspelare.
- 8 augusti – Sune Almkvist, 89, svensk bandyspelare.
- 17 augusti – Vladimir Kuts, 48, sovjetisk långdistanslöpare.
- 8 september – Leif Larsson, 53, svensk fotbollsspelare.[29][30]
- 23 september – René Thomas, 89, fransk racerförare.[31]
- 29 november – Graham Hill, 46, brittisk racerförare.

### Fotnoter
1. ↑  ”World Championships 1974/75” (på engelska). Bandysidan. http://www.bandysidan.nu/event.php?EVID=80. Läst 20 augusti 2011.
2. ↑  Erik Jonsson (9 mars 1975). ”1973–1979”. Svenska Bandyförbundet. https://www.svenskbandy.se/BANDYFINALEN/HISTORIK/Svenskamastare/Damer/1973-1979/. Läst 18 mars 2020.
3. ↑  Erik Jonsson (17 mars 1974). ”1970–1979”. Svenska Bandyförbundet. https://www.svenskbandy.se/BANDYFINALEN/HISTORIK/Svenskamastare/Herrar/1970-1979/. Läst 18 mars 2020.
4. ↑  Jimmy Andersson. ”Slutspelet 1974/75”. Jimbo Bandy. Arkiverad från originalet den 25 maj 2012. https://archive.is/20120525061925/http://www.jimbobandy.nu/70-tal/75_slut.html. Läst 20 augusti 2011.
5. ↑  ”1975 World Series” (på engelska). Baseball-Reference.com. http://www.baseball-reference.com/postseason/1975_WS.shtml. Läst 10 juli 2015.
6. ↑  ”Basketball Reference”. http://www.basketball-reference.com/leagues/NBA_1975_games.html. Läst 25 augusti 2011.
7. ↑  ”Sport Statistics”. Arkiverad från originalet den 18 juni 2011. https://web.archive.org/web/20110618003558/http://www.todor66.com/basketball/Europe/Men_1973.html. Läst 24 augusti 2011.
8. ↑  ”Sport Statistics”. Arkiverad från originalet den 20 maj 2009. https://www.webcitation.org/5gvC6ng3R?url=http://todor66.com/basketball/World/Women_1975.html. Läst 24 augusti 2011.
9. ↑  ”England FA Challenge Cup 1974-1975” (på engelska). RSSSF. http://www.rsssf.com/tablese/engcup1975.html. Läst 19 augusti 2012.
10. ↑  Jimmy Lindahl (24 april 2005). ”Svenska cupen – finalmatcher”. Bolletinen. http://www.bolletinen.se/sfs/pdf/stat_h_allsvens_1941_2005_stat_herr_cupen_finalmatcher.pdf. Läst 21 augusti 2012.
11. 1 2 3 4  ”European Competitions 1974-75” (på engelska). RSSSF. http://www.rsssf.com/ec/ec197475.html. Läst 16 augusti 2011.
12. ↑  ”Nordic Championships (Women) 1975” (på engelska). RSSSF. http://www.rsssf.com/tablesw/wnord7482.html#75. Läst 20 augusti 2012.
13. ↑  ”Copa América 1975” (på engelska). RSSSF. http://www.rsssf.com/tables/75safull.html. Läst 16 augusti 2011.
14. ↑  ”1970” (på portugisiska). Sylvesterloppet. Arkiverad från originalet den 1 mars 2014. https://web.archive.org/web/20140301024448/http://www.saosilvestre.com.br/1970. Läst 19 augusti 2012.
15. ↑  ”Boston Marathon”. Arkiverad från originalet den 27 april 2015. https://web.archive.org/web/20150427035419/http://www.baa.org/races/boston-marathon/boston-marathon-history/past-champions/past-mens-open-champions.aspx. Läst 9 april 2011.
16. ↑  ”Boston Marathon”. Arkiverad från originalet den 7 mars 2012. https://web.archive.org/web/20120307073943/http://www.baa.org/races/boston-marathon/boston-marathon-history/past-champions/past-womens-open-champions.aspx. Läst 9 april 2011.
17. ↑  ”Sport Statistics”. Arkiverad från originalet den 16 november 2016. https://web.archive.org/web/20161116201935/http://www.todor66.com/handball/World/Women_1975.html. Läst 23 augusti 2011.
18. ↑  ”Championnat de Suède 1974/75” (på franska). Hockey Archives. 16 mars 1975. https://www.hockeyarchives.info/Suede1975.htm. Läst 15 augusti 2011.
19. ↑  ”Championnats du monde 1975” (på franska). Hockey Archives. 19 april 1975. https://www.hockeyarchives.info/mondial1975.htm. Läst 15 augusti 2011.
20. ↑  ”NHL 1974/75” (på franska). Hockey Archives. https://www.hockeyarchives.info/NHL1975.htm. Läst 23 mars 2020.
21. ↑  ”Championnat de Suède 1975/76” (på franska). Hockey Archives. 5 oktober 1975. Arkiverad från originalet den 3 november 2015. https://web.archive.org/web/20151103232229/http://www.hockeyarchives.info/Suede1976.htm. Läst 9 september 2012.
22. ↑  75 år Sverige, Carl-Adam Nycop, Bra Böcker, 1976, sidan 254 - Banan gick rakt genom damduschen!
23. ↑  ”Historiska segrare”. Vasaloppet. Arkiverad från originalet den 22 mars 2020. https://web.archive.org/web/20200322121012/https://www.vasaloppet.se/wp-content/uploads/sites/1/2019/09/historiska_segrare_vasaloppet_sve_2019-09-18.pdf. Läst 5 september 2011.
24. ↑  ”World Ski Orienteering Championships 1975” (på engelska). http://orienteering.org/events/?event_id=114. Läst 9 september 2012.
25. ↑  ”Davis Cup”. http://www.daviscup.com/en/results/tie/details.aspx?tieId=10005471. Läst 20 augusti 2011.
26. ↑  ”Fed Cup”. Arkiverad från originalet den 24 mars 2012. https://web.archive.org/web/20120324133322/http://www.fedcup.com/en/results/tie/details.aspx?tieId=20003879. Läst 21 augusti 2011.
27. ↑  ”Sport Statistics”. Arkiverad från originalet den 6 mars 2016. https://web.archive.org/web/20160306200602/http://www.todor66.com/volleyball/Europe/Men_1975.html. Läst 24 augusti 2011.
28. ↑  ”Sport Statistics”. Arkiverad från originalet den 1 mars 2011. https://web.archive.org/web/20110301110720/http://todor66.com/volleyball/Europe/Women_1975.html. Läst 24 augusti 2011.
29. ↑  ”Leif "Sotarn" Larsson 1921-1975”. Wårgårda Idrottshistoriska Sällskap. Arkiverad från originalet den 26 maj 2018. https://web.archive.org/web/20180526185746/http://www.wargardaihs.se/varidrottshistorik/mastare/leifsotarnlarsson1921-1975/. Läst 23 november 2016.
30. ↑  Sveriges dödbok 1901-2013, (Version 6.0) Sveriges släktforskarförbund (2014) ISBN 9187676648
31. ↑  ”Rene Thomas, 1914 Indianapolis Winner, ls Dead” (på engelska). The New York times. 25 september 1975. https://www.nytimes.com/1975/09/25/archives/rene-thomas-1914-indianapolis-winner-is-dead-french-racing-driver.html. Läst 9 september 2018.